# Julius Seybt
Julius Bernhard Seybt (* in Leipzig; † 13. Oktober 1871 in Mülhausen) war ein deutscher Autor und Übersetzer von literarischen Werken aus dem Englischen ins Deutsche. Bekanntheit erlangte er vor allem durch seine Übersetzungen von Werken von Charles Dickens und der Gedichte von Percy Bysshe Shelley. Seine Übersetzungen werden bis heute noch für Druckausgaben verwendet oder zugrunde gelegt.
Des Weiteren war Seybt Mitarbeiter der Leipziger Zeitschrift Die Grenzboten und Redakteur der Neuen Mühlhauser Zeitung.

## Schriften (Auswahl)
- Kaiserbüchlein. Mit 52 Holzschnitten die Kaiserbilder im Frankfurter Römer darstellend. Georg Wigand’s Verlag, Leipzig 1852.

## Übersetzungen (Auswahl)
- Percy Bysshe Shelley’s poetische Werke in einem Bande, Leipzig 1844.
- L. Mariotti: Italien. Leipzig, Carl B. Lorck, 1846.
- Charles Dickens: Italienische Reisebilder, Leipzig 1846.
- Charles Dickens: Der Kampf des Lebens. Eine Liebesgeschichte. Verlag von Carl B. Lorck, Leipzig 1847
- Charles Dickens: Zwei Städte, Leipzig 1859.
- Charles Dickens: Der Weihnachts-Abend, Berlin 1877.